# Дроздовский, Владимир Петрович
Влади́мир Петро́вич Дроздо́вский (9 ноября 1926, с. Николаевка, Первомайский округ, УССР — 31 декабря 1994, Одесса) — советский и украинский лингвист, доктор филологических наук, профессор (1986).

## Биография
В. П. Дроздовский родился 9 ноября 1926 года в с. Николаевка Первомайского округа УССР.
В 1955 году окончил филологический факультет Одесского госуниверситета имени И. И. Мечникова.
Работал на кафедрах русского языка, украинского языка, общего языкознания Одесского университета, в Одесской высшей партийной школе, а с 1982 года — доцентом, с 1983 года — заведующим кафедрой украинского языка и литературы Одесского педагогического института, исполнял обязанности декана факультета начального образования.
С 1994 года — профессор-консультант Южноукраинского педагогического университета (Одесса) и профессор кафедры украинского языка Измаильского педагогического института.
В 1969—1970 и 1980—1981 годах преподавал украинский язык и литературу в Загребском университете (Хорватия).
Умер 31 декабря 1994 года.

## Научная деятельность
Изучал украинские говоры бессарабского Приморья, стилистику художественной речи (преимущественно произведений Михаила Коцюбинского).

### Некоторые работы
- До питання про роботу Т. Г. Шевченка над словом (окремі спостереження)/В. П. Дроздовський.// Праці Одеського державного університету ім. І. І. Мечникова. . — 1956. — Т. 146- Вип. 4. — С. 45 — 48.
- Украинские говоры Бессарабского Приморья (на материале обследования Саратского, Татарбунарского и Белгород-Днестровського районов Одесской области) : Автореферат диссертации…кандидата филологических наук / В. П. Дроздовский — К., 1962. — 27 с.
- Дослідження стилю М. М. Коцюбинського за рукописною спадщиною/ В. П. Дроздовський. // Мовознавство. — 1973. — № 4. — С. 70 — 76.
- Лінгвостилістичний аналіз прозового твору : учбовий посібник для вузів /В. П. Дроздовський . — Одеса: ОДУ, 1975 . — 48 с.

## Награды
- Ордена Славы ІІІ степени, Отечественной войны ІІ степени
- Медалями «За отвагу», «За освобождение Варшавы», «За взятие Берлина»